# Gunnar Selheden
Erik Gunnar Selheden, född 26 juli 1958, är en svensk entreprenör och företagsledare och initiativtagare till företagarnätverket Business network international.
Sedan 1998 driver Gunnar Selheden en egen företagsgrupp och han har tidigare under 10 år arbetat som VD inom bland annat Cardo. Han är delägare i LegaWear AB tillsammans med grundaren och huvudägaren David Lega.
Gunnar Selheden startade företagarnätverket Business network international 2000 och är 2010 VD för Skandinavien och Polen. Han är också en av fem jurymedlemmar i tävlingen Årets Affärsnätverkare där man varje år utser en affärsman/kvinna och entreprenör som använder nätverkande som viktig metod för att skapa affärer.